# Suíça nos Jogos Olímpicos de Inverno de 2022
Suíça participou dos Jogos Olímpicos de Inverno de 2022, realizados em Pequim, na China.
Foi a 24.ª aparição do país em Olimpíadas de Inverno, ou seja, em todas as edições dos Jogos de Inverno. Foi representado por 167 atletas, sendo 92 homens e 75 mulheres.

## Competidores
| Esporte                 | Masculino | Feminino | Total |
| ----------------------- | --------- | -------- | ----- |
| Biatlo                  | 4         | 4        | 8     |
| Bobsleigh               | 8         | 4        | 12    |
| Curling                 | 6         | 6        | 12    |
| Esqui alpino            | 11        | 11       | 22    |
| Esqui cross-country     | 8         | 6        | 14    |
| Esqui estilo livre      | 14        | 8        | 22    |
| Hóquei no gelo          | 25        | 23       | 48    |
| Luge                    | 0         | 1        | 1     |
| Patinação artística     | 1         | 1        | 2     |
| Patinação de velocidade | 1         | 1        | 2     |
| Salto de esqui          | 4         | 0        | 4     |
| Skeleton                | 1         | 0        | 1     |
| Snowboard               | 9         | 10       | 19    |
| Total                   | 92        | 75       | 167   |

## Medalhas
Estes foram os medalhistas desta edição:
| Atleta           | Esporte            | Evento                   | Medalha |
| ---------------- | ------------------ | ------------------------ | ------- |
| Beat Feuz        | Esqui alpino       | Downhill masculino       | Ouro    |
| Lara Gut-Behrami | Esqui alpino       | Super-G feminino         | Ouro    |
| Marco Odermatt   | Esqui alpino       | Slalom gigante masculino | Ouro    |
| Mathilde Gremaud | Esqui estilo livre | Slopestyle feminino      | Ouro    |
| Corinne Suter    | Esqui alpino       | Downhill feminino        | Ouro    |
| Michelle Gisin   | Esqui alpino       | Combinado feminino       | Ouro    |
| Ryan Regez       | Esqui estilo livre | Ski cross masculino      | Ouro    |
| Wendy Holdener   | Esqui alpino       | Combinado feminino       | Prata   |
| Alex Fiva        | Esqui estilo livre | Ski cross masculino      | Prata   |
| Lara Gut-Behrami | Esqui alpino       | Slalom gigante feminino  | Bronze  |
| Mathilde Gremaud | Esqui estilo livre | Big air feminino         | Bronze  |
| Wendy Holdener   | Esqui alpino       | Slalom feminino          | Bronze  |
| Jan Scherrer     | Snowboard          | Halfpipe masculino       | Bronze  |
| Michelle Gisin   | Esqui alpino       | Super-G feminino         | Bronze  |
| Fanny Smith      | Esqui estilo livre | Ski cross feminino       | Bronze  |

## Desempenho

### Biatlo
Masculino
Feminino

### Bobsleigh
Masculino
Feminino

### Curling
Masculino
Feminino

### Esqui alpino
Masculino
Feminino

### Esqui cross-country
Masculino
Feminino

### Esqui estilo livre
Masculino
Feminino

### Hóquei no gelo
Masculino
Feminino

### Luge
Feminino

### Patinação artística
Masculino
Feminino

### Patinação de velocidade
Masculino
Feminino

### Salto de esqui
Masculino

### Skeleton
Masculino

### Snowboard
Masculino
Feminino
Legenda
| Recorde mundial      | Recorde mundial (World record)               |                       | Recorde africano                      | Recorde africano (African) |                                           | Q | Classificado por posição (Qualified) |
| Recorde olímpico     | Recorde olímpico (Olympic record)            | Recorde da América    | Recorde da América (Americas)         | q                          | Classificado por melhor tempo (Qualified) |   |                                      |
| Melhor marca do ano  | Melhor marca do ano (World leading)          | Recorde asiático      | Recorde asiático (Asian)              | DNS                        | Não largou (Did not start)                |   |                                      |
| Recorde nacional     | Recorde nacional (National record)           | Recorde europeu       | Recorde europeu (European)            | DNF                        | Não terminou (Did not finish)             |   |                                      |
| Recorde pessoal      | Recorde pessoal do atleta (Personal best)    | Recorde da Oceania    | Recorde da Oceania (Oceania)          | DSQ / DQ                   | Desclassificado (Disqualified)            |   |                                      |
| Recorde da temporada | Recorde da temporada do atleta (Season best) | Recorde sul-americano | Recorde sul-americano (South America) | NM                         | Sem marca (No mark)                       |   |                                      |